# هجولة (فلم)
هجولة- فيلم دراما إماراتي، تم عرضه عام 2016م، من تأليف: حسن الجابري، وسيناريو وحوار: إبراهيم بن محمد، وإخراج كل من: علي
بن مطر وإبراهيم بن محمد.

## قصة الفيلم وأحداثه
في عالم سباقات السيارات، يمتلك شابان من الإمارات شغف كبير نحو سباقات السيارات، مما يقودهما للمشاركة في سباق مهم، مما يؤدي بهما إلى سلسلة من الأحداث التي ستغير حياتهما إلى الأبد وتعزز شغفهما أكثر فأكثر، والفيلم يلقي الضوء على هواة التفحيط ويغوص في مضامير العالم الخفي لمحبي هذه الرياضة الخطرة، وهو فيلم توعوي يحمل عددا كبيرا من الرسائل المختلفة. خالد وكحيلان هما قائدان فريق شغوفان بسباقات السيارات والتحديات. ويدخلان في منافسة مجنونة للفوز بالتحدي الذي يتضمن الكثير من المفاجآت، والتي تغير حياتهما بشكل غير متوقع.، يستمتع خالد بإثارة سباقات السيارات في الشوارع ويدعمه فريقه "كراش" من خلال توفير سيارات رياضية معدلة للسباقات وعروض السيارات. بعد سلسلة من الهزائم مع كحيلان، قائد فريق "هجولة"، قرر خالد أن يصنع سيارته الخاصة بمحرك لم يستخدم من قبل، تحت جناحه. المشكلة هي أنه للحصول على المحرك، يضطر فريق "Crash" إلى المخاطرة بالقيام بأنشطة غير قانونية تجذب انتباه السلطات المحلية. هل سيفوز خالد بالسباق النهائي أم لا؟ وما هي عواقب تصرفات خالد عليه وعلى عائلته الجميلة بسبب هواجسه القاتلة

## طاقم العمل
شارك في الفيلم الإماراتي "هجولة" مجموعة كبيرة من الممثلين، نذكر منهم
- عبدالله بن حيدر. ممثل إماراتي، من أهم أعماله، عاشق عموري، وفيلم شباب شباب.....دور ضابط الشرطة
- ياسر الجراف. ممثل إماراتي..... يلعب دور" خالد"
- انور الجابري. ممثل إماراتي.....دور "غمغومة"
- علي المرزوقي. ممثل ومنتج إماراتي....يلعب دور "بلال"
- حليم الجابري. ممثل إماراتي...... دور "غيبوبة"
- عمر الجابري. ممثل إماراتي، مواليد 1974م..... دور "كحيلان"
- محمد عثمان

## روابط خارجية
- فيلم هجولة علي موقع قاعدة بيانات الأفلام العربية.
- فيلم هجولة علي موقع IDMB (بالانجليزية)